# Bernardo de la Espriella
Bernardo de la Espriella Navarro (Cartagena, 12 de noviembre de 1852-Pasto, 7 de febrero de 1907) fue un polímata, banquero, empresario, filántropo y político colombiano.
Hizo parte de la Asamblea Constituyente de 1905, dirigida por el entonces presidente Rafael Reyes.